# Саша Скул
Олександр Андрійович Ткач (нар.. 2 червня 1989, Братськ, Іркутської області, Російська РФСР, СРСР), більш відомий під сценічними псевдонімами Саша Скул і Тагір Маджулов — російський хіп-хоп- виконавець, один із засновників групи «Бухенвальд Флава». За свою музичну кар'єру випустив п'ять альбомів у складі «Бухенвальд Флава» та одинадцять сольних альбомів. Творчість Скула характеризується епатажними та сатирично-пародійними текстами пісень, зосередженими навколо тем націоналізму, наркоманії та алкоголізму. Відзначаючи особливий підхід музиканта до творчості, його стиль описують як «анти-реп» і «реп постмодерну», що переходить у «далекий від реп-технік» потік свідомості.

## Біографія
Народився 2 червня 1989 року в Братську. У шкільні роки почав цікавитися російським хіп-хопом і роком, слухав такі групи, як «Многоточие», «Раби лампи» та «Красная плесень». 2004 року під псевдонімом Саша Скул став учасником групи «Коба ЧоК». Пізніше, 2009 року, разом із Дмитром Гусєвим створив новий колектив — «Бухенвальд Флава», у складі якого записав альбоми «Мой друг Гитлер» (2009) та «Заводной помидор» (2011). Творчість колективу відрізнялася нарочитою провокативністю змісту: музиканти сатирично зверталися у своїх піснях до нацизму, ксенофобії, патріотизму та бандитизму.
З 2011 року почав займатися сольною творчістю, випустивши дебютний альбом «Бесполезное Ископаемое». У 2013 році вийшов новий альбом «По ком звонит колокол». 2014 року після випуску альбому «Белая гарячка» група «Бухенвальд Флава» припинила існування через розбіжності між учасниками. У квітні взяли участь у другому сезоні шоу Versus Battle проти John Rai. Того ж року вийшов новий альбом, «Вино из цикуты». У 2015 році записав черговий диск «Камо грядеши».
У 2016 році вийшов альбом «Пламень», продюсуванням якого займалися RipBeat та Dark Faders; презентація відбулася 12 листопада у Санкт-Петербурзі . Наступного року, так само спільно з RipBeat та Dark Faders було записано три альбоми: «Сонцеград», «Богачка» та «1989», що став ідейним продовженням релізу 2016 року.
2018 року випущено альбом «Песни про вас», продюсуванням якого займався дует бітмейкерів Dark Faders. У трек-лист релізу також увійшла гумористична кавер-версія пісні «Максим».
У лютому у соціальній мережі ВКонтакте з'явилися повідомлення про смерть музиканта; пізніше було опубліковано спростування від самого Скула. У травні 2019 року Саша Скул повідомив про те, що потрапив до лікарні з підозрою на рак. На підтримку Скула його друзі організували п'ятигодинний благодійний концерт, що відбувся 30 червня. Спочатку також поширювалася інформація, що безпосередню допомогу Скулу надавала «його близька подруга Ганна Шульгіна», проте за його словами "концертом займалася «чуваська братва», від неї інформація потрапила в соцмережі Йолці, а вже від неї — співачці Шене, доньціВалерії " .
Протягом розвитку хвороби Саша Скул щодня писав нотатки про свій стан у соціальній мережі ВКонтакте, а 1 листопада 2019 року випустив десятий альбом «Nigredo», в якому задокументував свою боротьбу з раком. 7 листопада 2019 року Саша Скул на своїй сторінці в соціальній мережі повідомив про закінчення лікування.
21 лютого вийшов перший реліз Саші Скула після хвороби — спільний з Murda Killa альбом «Навьи тропы», натхненної російським фольклором. Гостьовими куплетами на платівці відзначилися Horus та Pyrokinesis.
10 квітня лейбл «ДЖЕМ», який володіє правами на пісні Скула, відсудив у стрімінг-сервісу BOOM 575 тисяч рублів — за порушення авторських прав на пісні Саші Скула та композитора Леоніда Величковського. Лейбл виявив у медіатеці BOOM пісні з альбому Скула «Тагир Маджулов», при цьому інформація про авторське право була видалена, і грошей з прослуховувань альбому артист не отримував. Стрімінг-сервіс не зміг підтвердити, що він має права на контент.
У липні відбулася прем'єра другого релізу Скула у 2020 році. Альбом «Мор» — це злободенний реп під танцювальну музику, записаний під час самоізоляції. Сам Скул характеризує альбом так: «Не саундтрек до кінця світу, але заклик до нового життя — нагадування, що світ не загинув».

## Смерть
Помер 17 червня 2022 року у Москві;  інформацію про смерть Саші Скула засобам масової інформації підтвердили його сестра Ольга та його друг Микита Хорс.

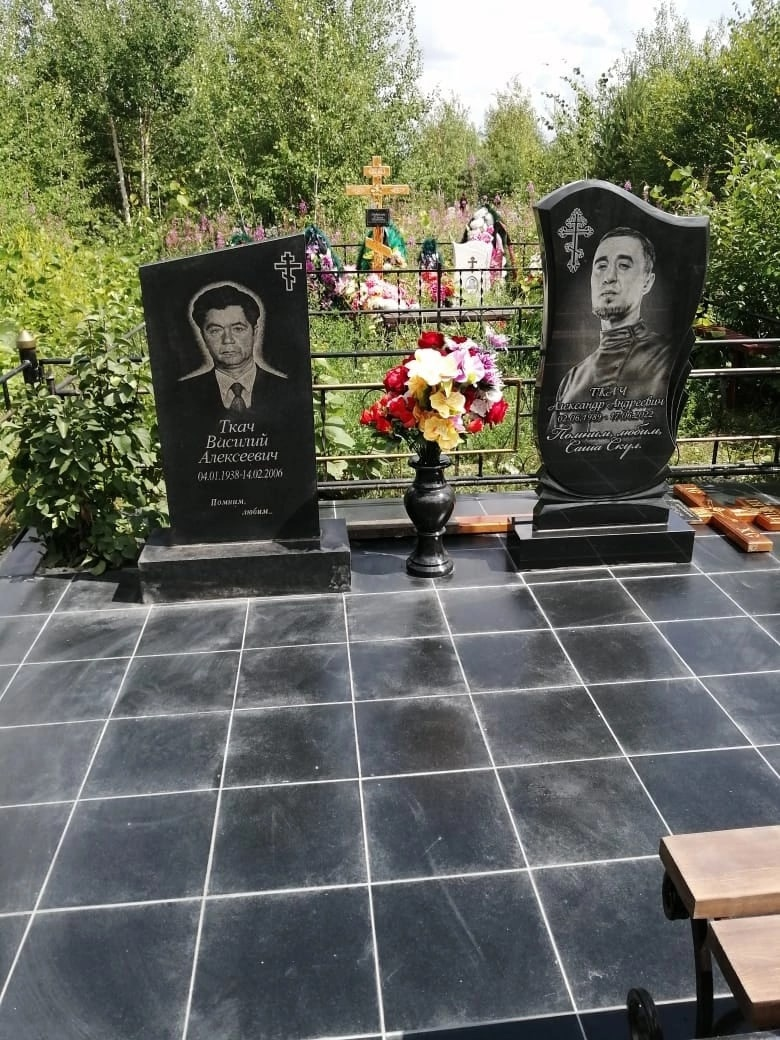
Могила Саши Скула (праворуч) на Новому цвинтарі у Братську

20 червня 2022 року в Москві було проведено похоронне прощання, після чого тіло Скула було перевезено до Братська, де 22 червня 2022 року і пройшли похорони музиканта.

## Дискографія
У складі «Коба Чок»
- Пункт приёма стеклотары — 2008
- Рэп пиздой пошёл — 2008

У складі «Бухенвальд Флава»
- Мой друг Гитлер — 2009
- Это я Димочка… и Сашечка — 2010
- Заводной помидор — 2011
- Моя Борьба — 2012
- Белая горячка — 2014

Сольна творчість
- Meine Niederlage — 2010
- Бесполезное Ископаемое — 2011
- По ком звонит колокол — 2013
- Вино из цикуты — 2014
- Камо грядеши — 2015
- Пламень — 2016
- Солнцеград — 2017
- Богачка — 2017
- 1989 — 2017
- Песни про вас — 2018
- NIGREDO — 2019
- Навьи Тропы (совместно с Murda Killa) — 2020
- Мор — 2020
- Конец детства — 2021

### Сингли
Участь
- «Настроенице» (за участю Ресторатор)
- «Ритуальные Танцы» (за участю Олег Харитонов, Ветл Удалих)
- «Кристаллы» (за участю Паши Техніка)
- «Малолетка» (за участю ОколоРеп)
- «Экзистенциальная Россия» (за участю Макулатура)
- «Вы заебали» (за участю Олег Харитонов)
- «Вечная весна» (за участю Zerno boboviy)
- «Пять утра по гринвичу» (за участю munen musin & Леніна Пакет)
- «Мастера Упоротого Слова» (за участю Леніна Пакет, Зерно Бобовий (Zerno)
- «Чудо-УДО» (за участю ЛСП)
- «Разрулили» (за участю Sagath)